# Новомихајловски
Новомихајловски (рус. Новомихайловский) или локално Новомихајловка (рус. Новомихайловка) насељено је место са званичним административним статусом варошице (рус. посёлок городского типа) на југу европског дела Руске Федерације. Налази се у југозападном делу Краснодарске покрајине и административно припада њеном Туапсиншком рејону.
Према подацима националне статистичке службе РФ за 2019, у вароши је живело 10.858 становника.

## Географија
Варошица Новомихајловски се налази у северозападном делу Краснодарске покрајине, на месту где се у Црно море улива река Нечепсухо. Насеље се налази на око 35 километара северозападно од рејонског центра Туапсеа, односно на око 125 километра јужно од покрајинске престонице Краснодара. Централни део насеља лежи на наадморској висини од око 30 метара.

## Историја
На месту савременог насеља до раног средњег века постојао је древни град Никопсија која је била центар Никопсијске епархије Цариградске патријаршије. Остаци старог града
Савремено насеље развило се из козачке станице Новомихајловске основане 24. новембра 1864, а која је након расформирања 1870. преображена у насеље. Званичан статус варошице, односно полуурбаног насеља, има од јула 1966. године.

## Демографија
Према подацима са пописа становништва 2010. у вароши је живело 10.213 становника, а према проценама за 2019. тај број је порастао на 10.858 житеља.
| 1920. | 1970. | 1979. | 1989.  | 2002.  | 2010.  | 2019.  |
| ----- | ----- | ----- | ------ | ------ | ------ | ------ |
| 692   | 5.910 | 8.478 | 10.251 | 10.238 | 10.213 | 10.858 |

Према подацима са пописа 2010. основу популације у насељу чинили су етнички Руси, док су највећу мањинску заједницу чинили Јермени са уделом од 17,5%.